# Aname longitheca
Aname longitheca är en spindelart som beskrevs av Raven 1985. Aname longitheca ingår i släktet Aname och familjen Nemesiidae.
Artens utbredningsområde är Queensland. Inga underarter finns listade i Catalogue of Life.